# Alberto Eliani
Alberto Eliani (Trieste, 14 gennaio 1922 – San Benedetto del Tronto, 8 gennaio 2009) è stato un calciatore e allenatore di calcio italiano.

## Carriera

### Giocatore

#### Club
Terzino cresciuto nella Ponziana di Trieste in Serie C, passa prima al Modena e poi alla Fiorentina dove, dal 1945 al 1950, colleziona 146 presenze e 4 gol in Serie A. Nel 1950 fu ceduto alla Roma dove giocherà 101 partite di campionato terminando la sua carriera nel 1956.
In carriera ha totalizzato complessivamente 216 presenze e 4 reti in Serie A e 29 presenze e 9 reti in Serie B.

#### Nazionale
Ha vestito per 2 volte la maglia azzurra della Nazionale esordendo il 4 aprile 1948, a Parigi, in una amichevole con la Francia vinta per 3-1. In quella partita Eliani era uno dei tre giocatori azzurri non appartenenti al Grande Torino. La partita successiva (Italia-Inghilterra del 16 maggio 1948, a Torino) fu particolarmente sfortunata: a Eliani toccò la marcatura di Stanley Matthews, cioè l'avversario più temuto, e il risultato finale fu di 4-0 a favore dei britannici.

### Allenatore
Dopo la fine della carriera agonistica ha intrapreso quella di allenatore per sei stagioni. In tempi diversi guiderà la squadra della Sambenedettese (è l'allenatore che vanta il primato di panchine in rossoblù), dove diventa anche direttore sportivo e scovatalenti fino al 1983 riuscendo a conquistare due promozioni in Serie B. Ha allenato anche per brevi periodi il Brescia e l'Ascoli.

## Statistiche

### Cronologia presenze e reti in nazionale
| Cronologia completa delle presenze e delle reti in nazionale ― Italia | Cronologia completa delle presenze e delle reti in nazionale ― Italia | Cronologia completa delle presenze e delle reti in nazionale ― Italia | Cronologia completa delle presenze e delle reti in nazionale ― Italia | Cronologia completa delle presenze e delle reti in nazionale ― Italia | Cronologia completa delle presenze e delle reti in nazionale ― Italia | Cronologia completa delle presenze e delle reti in nazionale ― Italia | Cronologia completa delle presenze e delle reti in nazionale ― Italia |
| Data                                                                  | Città                                                                 | In casa                                                               | Risultato                                                             | Ospiti                                                                | Competizione                                                          | Reti                                                                  | Note                                                                  |
| --------------------------------------------------------------------- | --------------------------------------------------------------------- | --------------------------------------------------------------------- | --------------------------------------------------------------------- | --------------------------------------------------------------------- | --------------------------------------------------------------------- | --------------------------------------------------------------------- | --------------------------------------------------------------------- |
| 4-4-1948                                                              | Parigi                                                                | Francia                                                               | 1 – 3                                                                 | Italia                                                                | Amichevole                                                            | -                                                                     |                                                                       |
| 16-5-1948                                                             | Torino                                                                | Italia                                                                | 0 – 4                                                                 | Inghilterra                                                           | Amichevole                                                            | -                                                                     |                                                                       |
| Totale                                                                |                                                                       | Presenze                                                              | 2                                                                     |                                                                       | Reti                                                                  | 0                                                                     |                                                                       |

### Statistiche da allenatore
In grassetto le competizioni vinte.
| Stagione          | Squadra           | Campionato        | Campionato | Campionato | Campionato | Campionato | Totale | Totale | Totale | Totale | Vittorie % | Piazzamento |
| Stagione          | Squadra           | Comp              | G          | V          | N          | P          | G      | V      | N      | P      | %          | Piazzamento |
| ----------------- | ----------------- | ----------------- | ---------- | ---------- | ---------- | ---------- | ------ | ------ | ------ | ------ | ---------- | ----------- |
| 1956-1957         | Colleferro        | IV Serie          | 34         | 15         | 12         | 7          | 34     | 15     | 12     | 7      | 44,12      | 4º          |
| Totale Colleferro | Totale Colleferro | Totale Colleferro | 34         | 15         | 12         | 7          | 34     | 15     | 12     | 7      | 44,12      |             |

## Palmarès

### Giocatore

#### Competizioni nazionali
- Serie B: 2

Modena: 1942-1943
Roma: 1951-1952